# Bob Smith (politikus)
Bob Smith (Trenton, 1941. március 30. –) az Amerikai Egyesült Államok szenátora (New Hampshire, 1991–2003).